# ريتشي هايوارد
ريتشي هايوارد (بالإنجليزية: Richie Hayward)‏ هو كاتب أغاني ومغني وطبال وموسيقي أمريكي، ولد في 6 فبراير 1946 في دي موين في الولايات المتحدة، وتوفي في 12 أغسطس 2010 في فيكتوريا في كندا بسبب ذات الرئة.

## وصلات خارجية
- ريتشي هايوارد على موقع IMDb (الإنجليزية)
- ريتشي هايوارد على موقع ميوزك برينز (الإنجليزية)
- ريتشي هايوارد على موقع ديسكوغز (الإنجليزية)